# Китеж

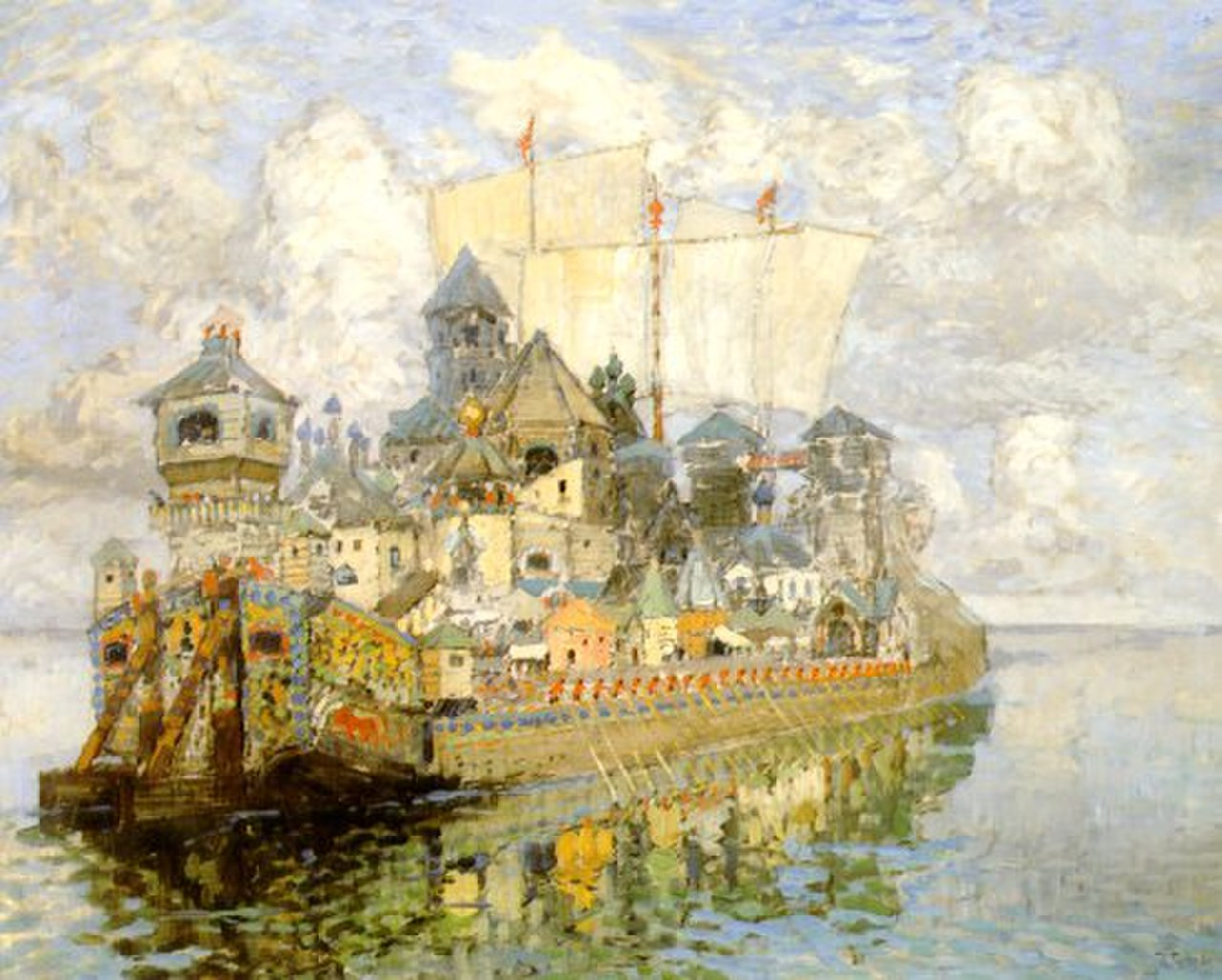
Невидиме місто Кітеж
Картина Костянтина Горбатова, 1913

Китеж (Китеж-град, град Китеж) — міфічне місто, яке, згідно з переказами, занурилося в озеро Світлояр (нині в Нижегородській області Росії) і таким чином врятувалося від руйнування монголами. Легенда про Китеж збереглася в літературній обробці старообрядців, у творі «Книжка, названа літописець», яка в остаточному вигляді склалася в другій половині XVIII століття серед одного з напрямків старообрядців-безпоповців — бігунів.
Твір «Книжка, названа літописець» складається з двох частин, які є відокремленими і самостійними й сягають XVII століття. Перша частина розповідає про князя Юрія (Георгія) Всеволодовича («Святий благовірний і великий князь Георгій Всеволодович»), його вбивство Батиєм і розорення Китежа.
В основу оповіді лягли наступні події. Великий князь володимирський та суздальський Юрій Всеволодович бився з військом хана Батия і загинув у нерівному бою на річці Сіті в Ярославській землі. Зв'язок Малого Китежа (Городця) з ім'ям Юрія Всеволодовича має історичну основу: з 1216 по 1219 рік, до зайняття ним Володимирського столу, князь їздив у Городець на волость.
Друга частина твору має назву «Повість і виявлення про град потаємний Китеж». Цей текст не має історичного тла і належить до типу легендарно-апокрифічних пам'яток, які розповідають про земний рай.
Вперше легенда про Китеж була надрукована російським дослідником З. Меледіним 1843 року в журналі «Москвитянин» (№ 12). А популярною стала ця легенда завдяки роману російського письменника Павла Мельникова-Печерського «У лісах» та опері «Сказання про град Китеж та діву Февронію» російського композитора Миколи Римського-Корсакова.
Російський дослідник В. Морохін у книзі «Град Китеж і озеро Світлояр в російській культурі» висловив припущення, що легендарне місто розташовувалося зовсім не на озері. Оскільки етимологію назви «Китеж» не можливо пояснити, використовуючи якусь слов'янську мову, то він звернувся до фіно-угорських мов. Спираючись на працю Ореста Ткаченка «Мерянська мова», Морохін висловив припущення, що назва міста походить від мерянського словосполучення «Китешка», що перекладається як «до каменя». Село зі схожою назвою Кидекша існує дотепер неподалік від Суздаля.